# Vanmanenia striata
Vanmanenia striata är en fiskart som beskrevs av Chen, 1980. Vanmanenia striata ingår i släktet Vanmanenia och familjen grönlingsfiskar. IUCN kategoriserar arten globalt som otillräckligt studerad. Inga underarter finns listade i Catalogue of Life.